# Осинівка (Березівський район)
Осинівка — село Ширяївської селищної громади у Березівському районі Одеської області. Населення становить 547 осіб.
Поблизу села створено ландшафтний заказник місцевого значення Осинівський.

## Історія
Під час Голодомору 1932—1933 років померло щонайменше 17 жителів села.
Колишній орган місцевого самоуправління — Осинівська сільська рада.

## Населення
Згідно з переписом УРСР 1989 року чисельність наявного населення села становила 538 осіб, з яких 244 чоловіки та 294 жінки.
За переписом населення України 2001 року в селі мешкало 547 осіб.

### Мова
Розподіл населення за рідною мовою за даними перепису 2001 року:
| Мова       | Відсоток |
| ---------- | -------- |
| українська | 96,16 %  |
| молдовська | 2,74 %   |
| вірменська | 0,73 %   |
| російська  | 0,37 %   |